# Corallina pinnatifolia
Corallina pinnatifolia (Manza) Dawson, 1953  é o nome botânico  de uma espécie de algas vermelhas pluricelulares do gênero Corallina.
- São algas marinhas encontradas na Turquia, Califórnia e na Micronésia.

## Sinonímia
- Joculator pinnatifolius Manza, 1937